# Seznam medailistů na mistrovství Evropy ve vodním slalomu – kánoe ženy
Tento seznam uvádí přehled medailistek na mistrovství Evropy ve vodním slalomu v závodech na kánoích, které byly na program evropských šampionátů zařazeny v roce 2010.

## C1
| Rok  | Místo                           | Zlato                  | Stříbro             | Bronz                 |
| ---- | ------------------------------- | ---------------------- | ------------------- | --------------------- |
| 2010 | Bratislava                      | Katarína Macová        | Jana Dukátová       | Caroline Loirová      |
| 2011 | La Seu d'Urgell                 | Caroline Loirová       | Mira Louenová       | Lena Stöcklinová      |
| 2012 | Augsburg                        | Mira Louenová          | Mallory Franklinová | Michaela Grimmová     |
| 2013 | Krakov                          | Caroline Loirová       | Julia Schmidová     | Núria Vilarrublová    |
| 2014 | Vídeň                           | Caroline Loirová       | Julia Schmidová     | Kateřina Hošková      |
| 2015 | Markkleeberg                    | Kimberley Woodsová     | Mallory Franklinová | Núria Vilarrublová    |
| 2016 | Liptovský Mikuláš               | Núria Vilarrublová     | Kateřina Hošková    | Mallory Franklinová   |
| 2017 | Lublaň                          | Kimberley Woodsová     | Tereza Fišerová     | Nadine Weratschnigová |
| 2018 | Praha                           | Viktoria Wolffhardtová | Mallory Franklinová | Elena Apelová         |
| 2019 | Pau                             | Mallory Franklin       | Núria Vilarrubla    | Kimberley Woods       |
| 2020 | Praha                           | Gabriela Satková       | Tereza Fišerová     | Lucie Prioux          |
| 2021 | Ivrea                           | Miren Lazkano          | Tereza Fišerová     | Elena Apel            |
| 2022 | Liptovský Mikuláš               | Mallory Franklinová    | Marjorie Delassus   | Tereza Fišerová       |
| 2023 | Krakov (v rámci Evropských her) | Elena Liliková         | Klaudia Zwolińska   | Mallory Franklinová   |

## C1 hlídky
V letech 2012 a 2014 nebyly kvůli nedostatečnému počtu týmů uděleny medaile (nejsou tedy ani započítány do tabulky).
| Rok  | Místo                             | Zlato                                                                      | Stříbro                                                                  | Bronz                                                                      |
| ---- | --------------------------------- | -------------------------------------------------------------------------- | ------------------------------------------------------------------------ | -------------------------------------------------------------------------- |
| 2012 | Augsburg (medaile se neudělovaly) | Německo Michaela Grimmová Mira Louenová Lena Stöcklinová                   | Francie Caroline Loirová Claire Jacquetová Oriane Reboursová             | Spojené království Mallory Franklinová Kimberley Woodsová Alice Spencerová |
| 2013 | Krakov                            | závod zrušen                                                               | závod zrušen                                                             | závod zrušen                                                               |
| 2014 | Vídeň (medaile se neudělovaly)    | Spojené království Mallory Franklinová Jasmine Royleová Eilidh Gibsonová   | Španělsko Núria Vilarrublová Miren Lazkanová Klara Olazabalová           | Česko Kateřina Hošková Monika Jančová Jana Matulková                       |
| 2015 | Markkleeberg                      | Španělsko Núria Vilarrublová Klara Olazabalová Annebel van der Knijffová   | Česko Kateřina Hošková Monika Jančová Tereza Fišerová                    | Spojené království Kimberley Woodsová Mallory Franklinová Eilidh Gibsonová |
| 2016 | Liptovský Mikuláš                 | Spojené království Kimberley Woodsová Mallory Franklinová Eilidh Gibsonová | Česko Kateřina Hošková Monika Jančová Martina Satková                    | Německo Andrea Herzogová Lena Stöcklinová Birgit Ohmayerová                |
| 2017 | Lublaň                            | Spojené království Kimberley Woodsová Mallory Franklinová Eilidh Gibsonová | Německo Andrea Herzogová Lena Stöcklinová Birgit Ohmayerová              | Česko Tereza Fišerová Monika Jančová Eva Říhová                            |
| 2018 | Praha                             | Spojené království Mallory Franklinová Kimberley Woodsová Bethan Forrowová | Francie Claire Jacquetová Lucie Bauduová Lucie Priouxová                 | Španělsko Núria Vilarrublová Klara Olazabalová Miren Lazkanová             |
| 2019 | Pau                               | Spojené království Mallory Franklin Kimberley Woods Sophie Ogilvie         | Německo Elena Apel Andrea Herzog Jasmin Schornberg                       | Česko Tereza Fišerová Eva Říhová Kateřina Havlíčková                       |
| 2020 | Praha                             | Česko Tereza Fišerová Gabriela Satková Tereza Kneblová                     | Slovinsko Alja Kozorog Eva Alina Hočevar Lea Novak                       | Francie Lucie Baudu Claire Jacquet Lucie Prioux                            |
| 2021 | Ivrea                             | Slovensko Simona Glejteková Zuzana Paňková Monika Škáchová                 | Spojené království Kimberley Woods Mallory Franklin Sophie Ogilvie       | Francie Marjorie Delassus Lucie Prioux Angèle Hug                          |
| 2022 | Liptovský Mikuláš                 | Slovensko Emanuela Luknárová Zuzana Paňková Soňa Stanovská                 | Francie Laurène Roisinová Marjorie Delassusová Lucie Bauduová            | Česko Gabriela Satková Tereza Fišerová Martina Satková                     |
| 2023 | Krakov (v rámci Evropských her)   | Česko Gabriela Satková Tereza Fišerová Tereza Kneblová                     | Spojené království Kimberley Woodsová Sophie Ogilvie Mallory Franklinová | Německo Andrea Herzogová Elena Liliková Nele Baynová                       |